# تجمعات محافظة حماة السكانية
محافظة حماة ثالث أكبر المُحافظات السّورية من حيث عدد السكان بتعداد قدره (2,052,000) نسمة، يشكلون ما نسبته 8.7% من إجمالي تعداد سكان سوريا ، 
تُعدّ مدينة حماة أكبر تجمّع سكانيّ في المحافظة بتعداد قدره (312,994) نسمة، تليها مدن: السلمية بتعداد قدره (66,724) نسمة وصوران بتعداد قدره (29,100) نسمة وطيبة الإمام بتعداد قدره (24,105) نسمة ومصياف بتعداد قدره (22,508) نسمة 
، بلغ تعداد التجمّعات السكانيّة في محافظة حماة العام 2004 أكثر من 550 تجمّع سكنيّ ما بين مدينة وبلدة وبلديّة وحي وقرية ومزرعة.

## تجمعات محافظة حماة السكانية

### منطقة حماة
- ناحية مركز حماة: أبسيرين، أبو دردة، أبو منسف، عدبس، العلمين، عمارة أصلان، أرزة) (الضبعة، أيو، البحرة، البراق، الباض، الدمنية، السويدة الشرقية، غور العاصي، حماة، الهاشمية، حوايس أم جرن، حوير الصليب، الجاجية، جرجرة، الجنان، جبرين، الجومقلية، الجوزية (الجرنية)، كفر بهم، كفر الطون، كفر عميم، كفراع، الخالدية، كاسون الجبل، الخلا، خطاب، معردفتين، معر شحور، معرين، المبطن، مضبعة، مقطع الحجر، متنين، المباركات، قمحانة، قبيبات العاصي، رعبون، الربيعة، السمرة، الصاوا، صفينة، شيحة، سريحين، تل النهر (تل سكين)، تل قرطل، تقسيس، تيزين، تشرين، تويم، أم العمد، أم الطيور، السويدة الغربية، الزبادة، زور أبو دردة النشمي، الصواعق الشمالي، العوجة (عوجة الجنا، النرجس، النزازة، زور الصارمية، زور تقسيس، مريود.
- ناحية صوران: عطشان، بويضة، زور الحيصة الشرقية، الجنينة، كوكب، خفسين، خربة الحجامة، لحايا، معان، معردس، معركبة، مصاصنة، مورك، فان شمالي، قصر أبو سمرة، قصر المخرم، قبيبات أبو الهدى، الشعثة، صوران، طيبة الإمام، طيبة الاسم، الطليسية، أم حارتين، زور أبو زيد.
- ناحية حربنفسه: أكراد إبراهيم، عقرب، البجة، بللين، بيصين، بيرين، إلبية، بولص، دير الفرديس، الحميري، حربنفسه، جدرين، جافعة، جرجيسة، كفر قدح، خربة عارف، خربة الجامع، خربة القصر، الموعة، موسى الحولة، قفيلون، الروضة، الصومعة، طلف، تومين، الزارة، الطليسية الجنوبية،
- ناحية الحمراء: أبو عجوة، الالا، الغنز، عرفة، عزيزية، البارودية، بيوض، دلة، دوما، الفيضة، الحمراء، حوايس أم جرن، الهيمانة (الهيجانة)، حزم، جنات الصوارنة، جب العثمان، جب الصفا، جنينة، المجدوعة (جدوعة شمالية)، ملولح، مويلح الصوارنة، معرشمالي، القناطر، قصر علي، قصر بن وردان، ربدة، رأس الين، رسم الضاهرية، رسم الورد، الرحية، شيحة، السماقية القبلية، سروج، الطرفاوي، ثروت (تروت، طليحات، طوال دباغين، أم تريكية القبلية، أم زهمك، الزغبة، الحليبية، أم حبس، حوايس بن هديب، رسم العنز.

### منطقة السقيلبية
- ناحية مركز السقيلبية: عبر بيت سيف، أبو كليفون، عمورين، السقيلبية، بلونة، بريج، الخندق الشرقي، عين الكروم، عين وريدة، عناب، حيالين، حورات عمورين، جرنية الطار، قلعة الجراص، الكرامة، الخنساء (الشعثة)، المكسر، مشتى الشلاهمة، نبع الطيب، عوينة، السعيدية، صلبا، ساقية نجم، شطحة، الشجر، طاحونة الحلاوة، تل التتن، تل كمبتري، الخندق الغربي، الحرة، الريحانة، روضة الطار.
- ناحية سلحب: أبو فرج، أبو قبيس، عشارنة، بيرة الجبل، عين الجرن، حير المسيل، الكنائس، الخرائب، اللطمة، المزحل، نهر البارد، الحوائق، رسم الجرن، سلحب (تل سلحب)، تمازة، التوبة، القشاطي.
- ناحية الزيارة: العنكاوي، البحصة، البركة، دقماق، دوير الأكراد، عين الحمام، فورة، خربة الناقوس، العمقية تحتا، المنصورة، مرانة، قليدين، قرقور، قسطون، سرمانية، الصفصافة، السنديانة، تل واسط، زيزون، الزيارة، زقوم، الصفا (القاهرة)، العامرة، قسطل البرج، مشيك.
- ناحية شطحة: عين جورين، فريكة، الحيدرية (إستركة)، جب الغار، جورين، شطحة التحتا، مرداش، ناعور جورين، نبل الخطيب، قطرة الريحان، ريحانة، مشتى محفوظ.
- ناحية قلعة المضيق: الأشرفية، الثورة، العزيزية، باب الطاقة، البارد، دير سنبل، الحويز الشمالي، الحمراء، الحواش، الحميرات، الحرية، جماسة عديات (الشريعة)، الجيد، كفر نبودة، الكريم، قلعة المضيق، المهاجرين، قبر فضة، القاهرة، قيراطة، الرملة، الرصيف، الصالحية، صهرية، شهرناز، تل هواش، تمانعة الغاب، تويني، حويجة فوقا، الباني، الحويز القبلي (الحويز فوقاني)، الزيتية، الشعيرة، الكركات، حويجة السلة، حويجة السياد، عوجة التوبة، كاوري، مستريحة أفاميا، ميدان غزال.

### منطقة السلمية
- ناحية مركز السلمية: علي كاسون (الشيخ علي)، السلمية، البردونة، البويضة، دنين، دنيبة، دويبة، فان قبلي، الغاوي،حلبان، جمالة، الكافات، الكريم، الخفية، خنيفس، كيتلون، المالحة، مرج مطر، فان وسطاني، نوى، العيور، قبلهات، قبة الكردي، الربا، السبيل، صفاوي، السمنة، سباع، شكارة، الشيخ علي، الشيخ ريح، سنيدة، تل عدا، تل ذهب، تل حسن باشا، تل خزنة، تل سنان، تلدرة، الثورة (أم قلق)، ذيل العجل، طيبة التركي، تلول الحمر، طراد، الطوبا، أم العمد، أم توينة، زغرين (الهوية).
- ناحية بري الشرقي: أبو حنايا، أبو حبيلات، عكش، عرشونة، بري الشرقي، مفكر شرقي، فريتان، الحردانة، الخريجة، تل التوت، تل جديد، أم ميل، بري الغربي، مفكر الغربي.
- ناحية السعن: سلام غربي، أبو حريق، أبو الغز، أبو الكسور، عمية، عنيق باجرة، أسرية، السعن، بغيديد، هرط شرقي، علية، حسو العلباوي، الجاكوسية، جب خسارة، مويلح، عوجة (كباسين العرب)، الرهجان، رسم أمون، سرحة، الشيخ هلال، أم ميال، الصواية، رسم الأحمر (أبو حواديد)، مريقب.
- ناحية صبورة: أبو خنادق، عقارب، فويرة، الجديدة، جب زريق، جصين، خنيفس الدوسة، مبعوجة، قنافذ، قبيبات، صبورة، صلبا، سميرية، شهبا، الشهيب، تل عبد العزيز، تل أغر، أم خريزة، تل الشيح (الشويحة).
- ناحية عقيربات: أبو دالي، أبو حكفة، أبو الفشافيش، بستان صبيح، دكيلة، حمادي العمر (كوكب السويد)، الحانوتة، هداج، جني العلباوي، جب الأبيض (بيوض)، جب دكيلة، جروح، المخبوطة، مسعود، مشيرفة، النعيمية، مكيمن شمالي، عقيربات، القسطل، رسم العبد، رسم الأحمر، الرويضة، سوحا، تبارة الحمراء، طهماز، رسم البردقانة.

### منطقة مصياف
- ناحية مركز مصياف: عنبورة، البياضية، البيضة، بقراقة، البستان، بقصقص، دير الصليب، دير ماما، فندارة، الحيلونة، حيالين، الحريف، جوبة كلخ، كفر عقيد، اللقبة، مشتى دير ماما، مصياف، النهضة، قبو شمسية، قصر دير حويت، قيرون، قرطمان (قرة دوكار)، ربعو، الرصافة، الشمسية، الشيحة، سيغاتا،  السويدة، تل أعفر، طير جملة، طير جبة، الزاملية، الزينة، متنا.
- ناحية جب رملة: العالمية، أصيلة، دير شميل، ديمو، حنجور، الهزانة، جب رملة، جريجس، كنفو، خان جليمدون، معرين، محروسة، موشاشين، عقيربة، القريات، الصارمية، سلوكية، الزهراء، الزاوي، جلميدون، قرين.
- ناحية عوج: عكاكير، الأشرفية (خنازير)، بعرين، بشنين، حوير التركمان، كفر كمرة، خربة نيصاف، مريمين، نيصاف، عوج، قرمص، قصرايا، التاعونة، زور بعرين.
- ناحية عين حلاقيم: أق دوكار، عاشق عمر، بعمرة، برشين، بيت ناطر، الدليبة، عين الشمس، عين حلاقيم، قلعة عليان، حرمل، حكر بيت عتق، كهف الحبش، خربة حزور، المجوي، المشرفة، تين السبيل، بيت عتق.
- ناحية وادي العيون: العامرية، بشاوي، بيت رقطة، بيرة الجرد، بريزة، دوير المشايخ، عين البيضا، عين الكرم، عين فراج، جبيتا، كفرلاها، الكاملية، المرحة، المعيصرة، نقير، قصية، السنديانة، الطمارقية، وادي العيون، الزيتونة.

### منطقة محردة
- ناحية مركز محردة: بيت الوادي، أبو عبيدة الجراح، أبو ربيص، حلفايا، الهوات، الجديدة، كفر هود، خربة سوبين، دامس (خنيزير)، معرزاف، المجدل، محردة، شير، شيزر، الصفصافية، تل ملح، تل سكين، تريمسة، زلاقيات، زور القعادة، العريض.
- ناحية كفر زيتا: الأربعين، حماميات، كفر زيتا، اللطامنة، لطمين، صياد، الزكاة.
- ناحية كرناز: الجلمة، جبين، كرناز، المغير، شيخ حديد، العصمان.

## وصلات خارجية
- وزارة الإدارة المحليّة السوريّة
- المركز الإحصائي السوري